# Вустер (Охајо)
Вустер (енгл. Wooster) град је у америчкој савезној држави Охајо.

## Демографија
По попису из 2010. године број становника је 26.119, што је 1.308 (5,3%) становника више него 2000. године.
| Група             | 2000.          | 2010.          |
| Белци             | 22.802 (91,9%) | 23.485 (89,9%) |
| Афроамериканци    | 947 (3,8%)     | 929 (3,6%)     |
| Азијати           | 383 (1,5%)     | 490 (1,9%)     |
| Хиспаноамериканци | 266 (1,1%)     | 570 (2,2%)     |
| Укупно            | 24.811         | 26.119         |